# 저우하이빈
저우하이빈(중국어 간체자: 周海滨, 정체자: 周海濱, 병음: Zhōu Hǎibīn, 1985년 7월 19일 ~ )는 중국의 전직 축구 선수이자 현 축구 지도자로 현역 시절 미드필더로 활약했으며 현재 산둥 타이산 유스팀 감독직을 맡고 있다.
2003년 18세의 나이에 산둥 루넝과 프로 계약을 체결하면서 프로 선수 생활을 시작하였으며, 그 해 7월 31일에 열린 창사 진더와의 경기에서 프로 첫 골을 넣었다. 또 그 해 2003년 동아시아컵에서 일본과의 경기에 출전하면서 어린 나이에 대표팀 데뷔전을 치렀다.
2009년에는 네덜란드의 명문 PSV 에인트호번으로 이적하였으나, 한 경기에도 출전하지 못하였고, 2010년 산둥 루넝으로 되돌아왔다.